# Lord Crichton
Lord Crichton war ein erblicher britischer Adelstitel, der zweimal in der Peerage of Scotland verliehen wurde.
Historischer Familiensitz der Lords war Crichton Castle in Crichton, Midlothian.

## Verleihungen
Der Titel wurde um 1443 durch König Jakob II. für den Lordkanzler von Schottland Sir William Crichton of that Ilk geschaffen. Sein Enkel, der 3. Lord, war ein Anhänger des Alexander Stewart, 1. Duke of Albany und musste nach dem Scheitern von dessen Rebellion ins Exil nach Frankreich fliehen. 1484 wurde er geächtet und seine Titel und Ländereien eingezogen.
Am 29. August 1642 wurde der Titel durch König Karl I. für James Crichton neugeschaffen, zusammen mit dem übergeordneten Titel Viscount of Frendraught. Sein jüngerer Sohn, der 4. Viscount, kämpfte während der Glorious Revolution auf Seiten der Jakobiten, wurde dafür 1690 geächtet und bekam seine Titel aberkannt.

## Liste der Lords Crichton

### Lords Crichton (um 1443)
- William Crichton, 1. Lord Crichton († 1454)
- James Crichton, 2. Lord Crichton († 1454)
- William Crichton, 3. Lord Crichton († um 1493) (Titel verwirkt 1484)

### Lords Crichton (1642)
- James Crichton, 1. Viscount Frendraught, 1. Lord Crichton (um 1620–1665)
- James Crichton, 2. Viscount Frendraught, 2. Lord Crichton (1674–1675)
- William Crichton, 3. Viscount Frendraugh, 2. Lord Crichton (1680–1686)
- Lewis Crichton, 4. Viscount of Frendraught, 4. Lord Crichton († 1698) (Titel verwirkt 1690)